# La Fleur d'amour
Pour les articles homonymes, voir La Fleur d'amour (film).
Albums de Barbara
L’Aigle noir
(1970) Amours incestueuses
(1972)
La Fleur d’amour, est le douzième album de chansons enregistrées en studio par la chanteuse Barbara. L’édition originale est sortie en France, en 1972.

## Édition originale de l’album
- Mars 1972 : La Fleur d’amour, disque microsillon 33 tours/30cm, Philips (6325 004).

– Pochette ouvrante : trois photographies en noir et blanc réalisées par Claude Picasso.
– Gravure universelle : mono/stéréo.

### Réalisation
Les neuf chansons du disque ont été enregistrées de fin septembre à décembre 1971, au Studio Gaité dans le 14e arrondissement de Paris.
– Arrangement musical et direction d'orchestre : Michel Colombier.

### Musiciens
- Barbara : piano.
- Roland Romanelli : accordéon électronique.

### Chansons
Les neuf chansons du disque ont été écrites par Barbara.
Face 1
| No | Titre                          | Musique                   | Durée      |
| -- | ------------------------------ | ------------------------- | ---------- |
| 1. | La Fleur, la source et l'amour | Barbara, Roland Romanelli | 4 min 49 s |
| 2. | L'Indien                       | Barbara                   | 3 min 54 s |
| 3. | La Saisonneraie                | Barbara, Frédéric Botton  | 2 min 10 s |
| 4. | Les Rapaces                    | Barbara                   | 2 min 49 s |
| 5. | La Solitude                    | Barbara                   | 2 min 37 s |

Face 2
| No | Titre           | Musique                      | Durée      |
| -- | --------------- | ---------------------------- | ---------- |
| 1. | Vienne          | Barbara, Roland Romanelli    | 4 min 06 s |
| 2. | L'Absinthe      | Barbara, Frédéric Botton     | 3 min 47 s |
| 3. | C'est trop tard | Barbara, Jean-Jacques Debout | 3 min 15 s |
| 4. | Églantine       | Barbara                      | 6 min 09 s |

## Discographie liée à l’album
Identifications des différents supports :
LP (Long Playing) = Microsillon 33 tours/30 cm.
CD (Compact Disc) = Disque compact

### Publication contenant les 9 chansons de l’album
- Mars 1992 : L’Aigle noir, CD Philips/Phonogram (510 781-2)[2].

– La photographie de couverture du livret reproduit celle de la couverture de la pochette ouvrante de l’album original.

### Rééditions de l’album
- 1981 : La Fleur d’amour, LP Philips (6325 004).

– Pochette ouvrante, identique à l’édition originale.
- Décembre 2002 : La Fleur d’amour, CD Mercury/Universal (063 181-2)[3].

– Reproduction en digipak de la pochette originale.
- Novembre 2010 : La Fleur d’amour, CD Mercury/Universal (274 975-4)[4].

– Réplique recto/verso de la pochette originale.